# Wladimir Alexandrowitsch Krjutschkow
Wladimir Alexandrowitsch Krjutschkow (russisch Владимир Александрович Крючков, wiss. Transliteration Vladimir Aleksandrovič Krjučkov; * 29. Februar 1924 in Zarizyn; † 23. November 2007 in Moskau) war ein sowjetischer Politiker, Diplomat und Geheimdienstmitarbeiter.
Von 1988 bis 1991 war er Vorsitzender des KGB, 1986 bis 1991 Mitglied des ZK der KPdSU, 1989 bis 1990 zudem Mitglied des Politbüro des ZK der KPdSU und 1984 bis 1989 Deputierter der Nationalitätenkammer des Obersten Sowjets der UdSSR für die Belorussische Sowjetrepublik. Er war 1991 beteiligt am Putsch gegen Gorbatschow.

## Leben

### Herkunft und Ausbildung
Krjutschkow wuchs als Sohn eines Arbeiters in Stalingrad (bis 1925 Zarizyn, heute Wolgograd) auf. Während des Großen Vaterländischen Krieges, wie der Krieg gegen Deutschland 1941–1945 in Russland genannt wird, trat er dem Komsomol, der Jugendorganisation der KPdSU, bei. 1944 wurde er Erster Sekretär des Kreiskomitees des Komsomol und wechselte 1946 vom Posten des Zweiten Sekretärs in die Stadtverwaltung von Stalingrad, in der er bis 1954 arbeitete.
Von 1945 bis 1946 studierte Krjutschkow Recht am Juristischen Institut Saratow. 1949 absolvierte er das Diplomstudium der Rechtswissenschaften am juristischen Institut für Fernunterricht (Jetzt Staatliche juridische Kutafin-Universität Moskau) und war kurzzeitig bei der Staatsanwaltschaft tätig. Nach einem Studium an der Diplomatenhochschule des Außenministeriums wechselte er 1954 in den diplomatischen Dienst.

### Diplomat
Als Dritter Sekretär der Botschaft in Ungarn traf Krjutschkow 1955 mit Juri Andropow, dem sowjetischen Botschafter in Ungarn, zusammen. Während seiner weiteren Karriere innerhalb der Nomenklatura war er ein Gefolgsmann Andropows. 1956 beteiligte er sich aktiv an der Niederschlagung des Ungarischen Volksaufstandes.
Nachdem Andropow 1957 Sekretär des Zentralkomitees der KPdSU für die Beziehungen zu den kommunistischen Parteien und Arbeiterparteien der sozialistischen Staaten wurde, erhielt Krjutschkow 1959 die Stelle des Leiters der dortigen Sektion für Ungarn und Rumänien. Zu dieser Zeit beteiligte sich Krjutschkow an mehreren Büchern über Ungarn und das sozialistische System.

### KGB
Als Andropow 1967 Vorsitzender des KGB wurde, wechselte Krjutschkow als dessen Büroleiter ebenfalls dorthin. 1971 wurde er zunächst stellvertretender Leiter und 1974 schließlich Leiter der I. Hauptverwaltung Auslandsaufklärung. 1978 wurde er stellvertretender Vorsitzender des KGB, am 1. Oktober 1988 schließlich Vorsitzender des KGB.
1982 wurde er zum Generaloberst des KGB, 1988, mit der Übernahme des Vorsitzes des KGB, zum Armeegeneral ernannt.
1984 wurde er Abgeordneter der Nationalitätenkammer des Obersten Sowjets, 1986 Mitglied des Zentralkomitees der KPdSU und 1989 Mitglied des Politbüros der KPdSU.

### Augustputsch
Ab 1989/90 vertrat er zunehmend eine konservative politische Haltung bei dem Reformprozess in der Sowjetunion. Er war deshalb als Angehöriger des Staatskomitees für den Ausnahmezustand vom 19. bis 22. August 1991 Mitinitiator des erfolglosen Augustputsches gegen Gorbatschow. Krjutschkow wurde daraufhin am 22. August durch Leonid Wladimirowitsch Schebarschin als KGB-Vorsitzender ersetzt. Krjutschkow wurde wegen seiner Beteiligung am Putsch zu einer Haftstrafe verurteilt, jedoch später amnestiert.

### Russische Föderation
Während der Präsidentschaft Wladimir Putins war Krjutschkow ein häufiger Gast des Präsidenten; er lobte Putins Politik und ermahnte zuletzt Ende Oktober 2007 die russischen Sicherheitsdienste, gemeinsam den Präsidenten zu unterstützen.